# Область Туи
Туи (англ. Tui Regio) — обширная область, находящаяся на поверхности самого крупного спутника Сатурна — Титана, по координатам 24°30′ ю. ш. 124°54′ з. д. / 24,5° ю. ш. 124,9° з. д.. Находится в юго-западном углу Ксанаду. Под термином область (регион) понимается обширная низменная территория, отличающаяся цветом и альбедо от смежных областей.

Максимальный размер структуры составляет 1200 км. В области Туи отсутствуют эрозионные каналы, которые присутствуют в других горных районах Титана, их отсутствие свидетельствует о молодом возрасте геологических структур в данной области. В области наблюдались структуры, похожие на застывшие потоки лавы — это может говорить об криовулканизме в прошлом. 

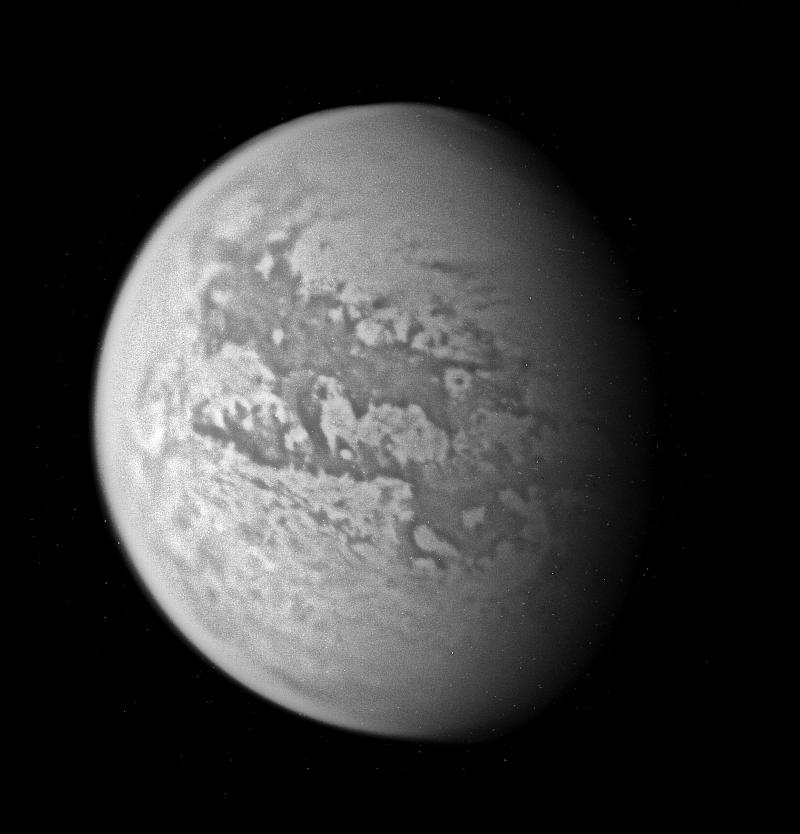
Инфракрасное изображение Титана

Область Туи была обнаружена на радиолокационных снимках космического аппарата Кассини (во время стандартного пролёта около Титана). Название получило официальное утверждение в 2006 году.
Названа в честь Туи, китайской богини счастья, радости и воды.